# Арешт з утриманням на гауптвахті
Арешт з утриманням на гауптвахті — основне адміністративне стягнення, яке застосовується судом (суддею) у виключних випадках за окремі види військових адміністративних правопорушень на строк до п'ятнадцяти діб. Не застосовується до військовослужбовців-жінок, а також до поліцейських, які під час дії воєнного стану залучені до безпосередньої участі в бойових діях і вчинили окремі військові адміністративні правопорушення.
Військові адміністративні правопорушення, за вчинення яких може бути застосований арешт з утриманням на гауптвахті, перераховані у главі 13-Б Кодексу України про адміністративні правопорушення. Це зокрема відмова відмова від виконання законних вимог командира, самовільне залишення військової частини або місця служби, зловживання військовою службовою особою владою або службовим становищем, недбале ставлення до військової служби, розпивання алкогольних напоїв тощо. Військовослужбовці, а також військовозобов'язані та резервісти під час проходження зборів (далі — «військовослужбовці та інші особи») за вчинення правопорушень несуть адміністративну відповідальність за умови, що вони не тягнуть кримінальну відповідальність.
Постанова суду про застосування адміністративного стягнення у виді арешту з утриманням на гауптвахті виконується відповідним командиром (начальником) військової частини (установи) з моменту набрання постановою законної сили. Військовослужбовці та інші особи утримуються на гауптвахтах Військової служби правопорядку у Зброних силах України (в окремих випадках у разі відсутності гауптвахт — у кімнатах тимчасово затриманих (далі — КТЗ)). Порядок та умови тримання військовослужбовців та інших осіб встановлюються Міністерством оборони України.
Військовослужбовці та інші особи, які відбувають стягнення у виді арешту з утриманням на гауптвахті («заарештовані вйськовослужбовці»), забезпечуються всіма необхідними речами та предметами, після прибуття до місця розташування гауптвахти/КТЗ підлягають обшуку та медичному огляду. На гауптвахті створюються необхідні побутові умови.
Заарештовані військовослужбовці тримаються окремо: військовослужбовці з числа офіцерського складу — від інших категорій військовослужбовців; військовослужбовці сержантського (старшинського) складу — від військовослужбовців рядового складу; військовослужбовці строкової військової служби — від військовослужбовців які проходять службу за контрактом та за призовом під час мобілізації, на особливий період.
Заарештовані військовослужбовці можуть залучатися до робіт з благоустрою гауптвахти/КТЗ, поліпшення житлово-побутових умов та допоміжних робіт із забезпечення продовольством — не більше двох годин на тиждень. Заарештовані військовослужбовці мають право на щоденну прогулянку тривалістю одна година. Також вони мають право мати при собі особисті предмети і речі, слухати радіо, читати наявну на гауптвахті/КТЗ літературу і газети, здійснювати індивідуальні релігійні обряди, витрачати гроші без обмежень, одержувати і відправляти листи і телеграми без обмежень, вести телефонні розмови з особами поза межами гауптвахти/КТЗ, користуватись інтернетом, мати побачення з адвокатом, фахівцем у галузі права, а також родичами та іншими особами.
Із заарештованими військовослужбовцями в передбачений для цього час проводяться заняття зі стройової підготовки, вивчення статутів Збройних Сил України та інших нормативно-правових актів України, а також культурно-масові та спортивно-оздоровчі заходи.
До заарештованих військовослужбовців можуть застосовуватись заходи заохочення: оголошення подяки, дострокове зняття раніше накладеного стягнення, збільшення тривалості прогулянки на одну годину, і стягнення: догана, переведення в одиночну камеру. Заарештовані військовослужбовці, які перебувають в одиночній камері не мають права на побачення (крім адвокатів), отримання посилок і бандеролей, але мають право на телефонні розмови.